# MGR Anna Dravida Munnetra Kazhagam
M.G.R. Anna Dravida Munnetra Kazhagam var en utbrytargrupp ur det indiska politiska partiet All India Anna Dravida Munnetra Kazhagam. MGR ADMK ingick i National Democratic Alliance och satt med i Atal Behari Vajpayees regering. Partiet leddes av S. Thirunavukkarassu (ledamot av Lok Sabha).
I delstatsvalet i Tamil Nadu 2001 hade MGR ADMK lanserat tre kandidater, varav två blev valda med stöd från NDA. Totalt fick partiet 129 474 röster.
År 2002 gick MGR ADMK samman med BJP.